# 1976年モントリオールオリンピックの柔道競技
1976年モントリオールオリンピックにおける柔道競技（1976ねんモントリオールオリンピックのじゅうどうきょうぎ）は、1976年7月26日から7月31日までの競技日程で実施された。

## 概要
実施されたのは1972年ミュンヘンオリンピックと同じ男子のみの6階級であった。前回大会までは予選で一度敗れても敗者復活戦を勝ち上がれば優勝できるシステムとなっており、ミュンヘンオリンピックでは実際に中量級の関根忍、軽重量級のショータ・チョチョシビリ、無差別のウィレム・ルスカの3名がその恩恵を受けることになった。その後、このシステムに対して疑問が投げかけられたことで、1975年にIJFは途中で負けた選手は最高でも3位にまでしかなれないようにルール改正を行った。

## 競技結果
| 階級       | 金                                          | 銀                                        | 銅                                          |
| ---------- | ------------------------------------------- | ----------------------------------------- | ------------------------------------------- |
| 63kg以下級 | ヘクター・ロドリゲス キューバ (CUB)         | 張銀景 韓国 (KOR)                         | フェリーチェ・マリアーニ イタリア (ITA)     |
| 63kg以下級 | ヘクター・ロドリゲス キューバ (CUB)         | 張銀景 韓国 (KOR)                         | トゥンチク・ヨージェフ ハンガリー (HUN)     |
| 70kg以下級 | ウラジミール・ネフゾロフ ソビエト連邦 (URS) | 蔵本孝二 日本 (JPN)                       | マリアン・タワイ ポーランド (POL)           |
| 70kg以下級 | ウラジミール・ネフゾロフ ソビエト連邦 (URS) | 蔵本孝二 日本 (JPN)                       | パトリック・ビアール フランス (FRA)         |
| 80kg以下級 | 園田勇 日本 (JPN)                           | ワレリー・ドボイニコフ ソビエト連邦 (URS) | スラフコ・オバドフ ユーゴスラビア (YUG)     |
| 80kg以下級 | 園田勇 日本 (JPN)                           | ワレリー・ドボイニコフ ソビエト連邦 (URS) | 朴英哲 韓国 (KOR)                           |
| 93kg以下級 | 二宮和弘 日本 (JPN)                         | ラマズ・ハルシラーゼ ソビエト連邦 (URS)   | ヨルグ・ロースリスベルガー スイス (SUI)     |
| 93kg以下級 | 二宮和弘 日本 (JPN)                         | ラマズ・ハルシラーゼ ソビエト連邦 (URS)   | デビッド・スターブルック イギリス (GBR)     |
| 93kg超級   | セルゲイ・ノヴィコフ ソビエト連邦 (URS)     | ギュンター・ノイロイター 西ドイツ (FRG)   | アレン・コージ アメリカ合衆国 (USA)         |
| 93kg超級   | セルゲイ・ノヴィコフ ソビエト連邦 (URS)     | ギュンター・ノイロイター 西ドイツ (FRG)   | 遠藤純男 日本 (JPN)                         |
| 無差別級   | 上村春樹 日本 (JPN)                         | キース・レムフリー イギリス (GBR)         | 趙在基 韓国 (KOR)                           |
| 無差別級   | 上村春樹 日本 (JPN)                         | キース・レムフリー イギリス (GBR)         | ショータ・チョチョシビリ ソビエト連邦 (URS) |

## 各国メダル数
| 順 | 国・地域       | 金 | 銀 | 銅 | 計 |
| -- | -------------- | -- | -- | -- | -- |
| 1  | 日本           | 3  | 1  | 1  | 5  |
| 2  | ソビエト連邦   | 2  | 2  | 1  | 5  |
| 3  | キューバ       | 1  | 0  | 0  | 1  |
| 4  | 韓国           | 0  | 1  | 2  | 3  |
| 5  | イギリス       | 0  | 1  | 1  | 2  |
| 6  | 西ドイツ       | 0  | 1  | 0  | 1  |
| 7  | フランス       | 0  | 0  | 1  | 1  |
| 7  | ハンガリー     | 0  | 0  | 1  | 1  |
| 7  | イタリア       | 0  | 0  | 1  | 1  |
| 7  | ポーランド     | 0  | 0  | 1  | 1  |
| 7  | スイス         | 0  | 0  | 1  | 1  |
| 7  | アメリカ合衆国 | 0  | 0  | 1  | 1  |
| 7  | ユーゴスラビア | 0  | 0  | 1  | 1  |